# Olympische Jugend-Winterspiele 2020/Teilnehmer (Georgien)
| Gelbes Symbol für Goldmedaillen mit stilisierten Olympischen Ringen | Graues Symbol für Silbermedaillen mit stilisierten Olympischen Ringen | Braundes Symbol für Bronzemedaillen mit stilisierten Olympischen Ringen |
| ------------------------------------------------------------------- | --------------------------------------------------------------------- | ----------------------------------------------------------------------- |
| —                                                                   | —                                                                     | 1                                                                       |

Georgien nahm an den Olympischen Jugend-Winterspielen 2020 in Lausanne mit zehn Athleten (fünf Jungen und fünf Mädchen) in vier Sportarten teil.

## Medaillen

### Medaillenspiegel
| Rang   | Sportart     | Gold | Silber | Bronze | Gesamt |
| ------ | ------------ | ---- | ------ | ------ | ------ |
| 1      | Eiskunstlauf | —    | —      | 1      | 1      |
| Gesamt | Gesamt       | 0    | 0      | 1      | 1      |

### Medaillengewinner
| Name/n                          | Sportart     | Wettkampf      |
| ------------------------------- | ------------ | -------------- |
| Gold                            |              |                |
| Alina Butaewa / Luka Berulawa 1 | Eiskunstlauf | Teamwettbewerb |
| Bronze                          |              |                |
| Alina Butaewa / Luka Berulawa   | Eiskunstlauf | Paarlauf       |

## Teilnehmer nach Sportarten

### Eiskunstlauf
| Athleten                                   | Wettbewerbe | Kurzprogramm/-tanz | Kurzprogramm/-tanz | Kür/Kürtanz | Kür/Kürtanz | Gesamt | Gesamt |
| Athleten                                   | Wettbewerbe | Punkte             | Rang               | Punkte      | Rang        | Punkte | Rang   |
| ------------------------------------------ | ----------- | ------------------ | ------------------ | ----------- | ----------- | ------ | ------ |
| Mädchen                                    |             |                    |                    |             |             |        |        |
| Alina Uruschadse                           | Einzel      | 63,10              | 5                  | 116,40      | 6           | 179,50 | 5      |
| Mixed                                      |             |                    |                    |             |             |        |        |
| Iulia Lebedewa-Bitadse Micheil Kaigorodzew | Eistanz     | 47,20              | 11                 | 68,45       | 11          | 115,65 | 11     |
| Alina Butaewa Luka Berulawa                | Paarlauf    | 59,14              | 3                  | 98,15       | 3           | 157,29 | Bronze |

| Athleten                                                                                                  | Wettbewerb     | Jungen Einzel | Jungen Einzel | Mädchen Einzel | Mädchen Einzel | Paarlauf | Paarlauf | Eistanz | Eistanz  | Gesamt   | Gesamt |
| Athleten                                                                                                  | Wettbewerb     | Punkte        | Teampkt.      | Punkte         | Teampkt.       | Punkte   | Teampkt. | Punkte  | Teampkt. | Teampkt. | Rang   |
| --- | -------------- | ------------- | ------------- | -------------- | -------------- | -------- | -------- | ------- | -------- | -------- | ------ |
| Mixed |                |               |               |                |                |          |          |         |          |          |        |
| Team Courage Arlet Levandi Xenija Sinizyna Alina Butaewa / Luka Berulawa Utana Yoshida / Shingo Nishiyama | Teamwettbewerb | 97,63         | 2             | 127,63         | 8              | 100,70   | 6        | 99,31   | 8        | 24       | Gold   |

### Rennrodeln
| Athlet              | Wettbewerb | Lauf 1   | Lauf 1 | Lauf 2   | Lauf 2 | Gesamt       | Gesamt |
| Athlet              | Wettbewerb | Zeit     | Rang   | Zeit     | Rang   | Zeit         | Rang   |
| ------------------- | ---------- | -------- | ------ | -------- | ------ | ------------ | ------ |
| Jungen              |            |          |        |          |        |              |        |
| Lascha Mtschedliani | Einsitzer  | 55,365 s | 14     | 55,126 s | 11     | 1:50,491 min | 11     |
| Luka Mtschedliani   | Einsitzer  | 56,119 s | 20     | 56,343 s | 19     | 1:52,462 min | 20     |

### Ski Alpin
| Athleten            | Wettbewerbe  | 1. Lauf     | 1. Lauf | 2. Lauf | 2. Lauf | Gesamt | Gesamt |
| Athleten            | Wettbewerbe  | Zeit        | Rang    | Zeit    | Rang    | Zeit   | Rang   |
| ------------------- | ------------ | ----------- | ------- | ------- | ------- | ------ | ------ |
| Jungen              |              |             |         |         |         |        |        |
| Nodar Kosanaschwili | Riesenslalom | DNF         | DNF     | DNF     | DNF     | DNF    | DNF    |
| Nodar Kosanaschwili | Slalom       | DNF         | DNF     | DNF     | DNF     | DNF    | DNF    |
| Mädchen             |              |             |         |         |         |        |        |
| Nino Kurtanidse     | Riesenslalom | 1:27,78 min | 52      | DNS     | DNS     | DNS    | DNS    |
| Nino Kurtanidse     | Slalom       | DNF         | DNF     | DNF     | DNF     | DNF    | DNF    |

### Skispringen
| Athleten           | Wettbewerb    | 1. Durchgang | 1. Durchgang | 1. Durchgang | 2. Durchgang | 2. Durchgang | 2. Durchgang | Gesamt | Gesamt |
| Athleten           | Wettbewerb    | Weite        | Punkte       | Rang         | Weite        | Punkte       | Rang         | Punkte | Rang   |
| ------------------ | ------------- | ------------ | ------------ | ------------ | ------------ | ------------ | ------------ | ------ | ------ |
| Mädchen            |               |              |              |              |              |              |              |        |        |
| Esmiralda Gobosowa | Normalschanze | 58,0 m       | 60,0         | 31           | 53,0         | 38,3         | 31           | 98,3   | 31     |